# Epiplema amoena
Epiplema amoena är en fjärilsart som beskrevs av Swinhoe 1902. Epiplema amoena ingår i släktet Epiplema och familjen Uraniidae. Inga underarter finns listade i Catalogue of Life.